# Æthelstan
Pour les articles homonymes, voir Æthelstan (homonymie).
Vous lisez un « bon article » labellisé en 2016.
Æthelstan ou Athelstan, né vers 894 et mort le 27 octobre 939, est roi des Anglo-Saxons, puis des Anglais, de 924 à sa mort. Il est considéré comme le premier roi d'Angleterre et l'un des plus grands monarques de la période anglo-saxonne de l'histoire du pays.
Fils d'Édouard l'Ancien, Æthelstan est d'abord reconnu roi par les Merciens, et rencontre une certaine résistance dans le Wessex, qui a peut-être élu roi son demi-frère Ælfweard pour succéder à Édouard. Ælfweard ne survit que quelques semaines à leur père, mais Æthelstan n'est sacré roi qu'en septembre 925. Il conquiert le royaume viking d'York en 927 et devient le premier roi anglo-saxon dont l'autorité s'étend à toute l'Angleterre. En 934, il envahit le royaume d'Écosse et contraint le roi Constantin II à reconnaître son autorité. Écossais et Vikings s'allient contre Æthelstan et envahissent l'Angleterre en 937, mais il remporte une victoire retentissante sur leur coalition à Brunanburh.
Sous le règne d'Æthelstan, le gouvernement du royaume devient plus centralisé : il exerce un contrôle accru sur la production de chartes et convoque fréquemment à ses conseils des personnalités importantes venues de régions périphériques. Des rois étrangers, notamment gallois, assistent également à ces conseils, témoignage de leur soumission à Æthelstan. Son activité diplomatique s'étend à toute l'Europe, notamment à travers le mariage de ses sœurs à plusieurs souverains du continent. Il subsiste une grande quantité de textes de lois de son règne : ses réformes législatives s'appuient sur celles de son grand-père Alfred le Grand et témoignent de sa préoccupation quant aux atteintes à la loi et aux menaces qu'elles font peser sur l'ordre social. Æthelstan est également un roi dévot, un collectionneur de reliques et fondateur d'églises réputé. Sa cour devient l'un des principaux centres du savoir du pays, annonçant la réforme bénédictine de la fin du siècle.
Jamais marié, Æthelstan ne laisse pas d'héritier pour lui succéder. C'est son demi-frère cadet Edmond qui monte sur le trône à sa mort, en 939. Les Vikings profitent de la situation pour reprendre York, qui n'est définitivement reconquise par les Anglais qu'en 954.

## Contexte: la Grande-Bretagne au début duXesiècle
Au début du IXe siècle, l'Angleterre anglo-saxonne est partagée entre quatre grands royaumes : le Wessex, la Mercie, la Northumbrie et l'Est-Anglie. Le Wessex prend l'ascendant sur la Mercie sous le règne d'Ecgberht (r. 802-839), l'arrière-arrière-grand-père d'Æthelstan, et devient le royaume le plus puissant du Sud de l'Angleterre. Les raids vikings commencent à frapper la Grande-Bretagne de plus en plus durement au milieu du IXe siècle. L'invasion de la Grande Armée païenne débute en 865 et détruit en l'espace de quinze ans l'Est-Anglie, la Northumbrie et la Mercie. Seul le Wessex résiste victorieusement à son avancée, et le roi Alfred le Grand remporte une victoire décisive sur les envahisseurs à Ethandun en 878. Alfred et le chef viking Guthrum se partagent la Mercie. Les offensives danoises reprennent dans les années 890, mais elles sont repoussées par les armées anglo-saxonnes, menées par Alfred, son fils Édouard et son gendre Æthelred, qui gouverne la partie anglaise de la Mercie avec son épouse Æthelflæd, la fille d'Alfred. À la mort d'Alfred en 899, Édouard lui succède. Son cousin germain Æthelwold tente de s'emparer du trône, mais il est tué au combat en 902.
La guerre entre les Anglo-Saxons et les Vikings se poursuit sous le règne d'Édouard. En 910, les Danois de Northumbrie attaquent la Mercie, mais ils subissent une défaite cinglante à Tettenhall. Après la mort d'Æthelred de Mercie en 911, sa veuve Æthelflæd gouverne seule la région. Édouard et Æthelflæd parviennent à reconquérir la Mercie danoise et l'Est-Anglie dans les années qui suivent. En 918, Édouard profite de la mort de sa sœur pour déposer sa nièce Ælfwynn et annexer la Mercie à son royaume. À la mort d'Édouard, en 924, toute l'Angleterre au sud du Humber est soumise au Wessex. Le royaume d'York est gouverné par un Viking, Sihtric, mais un Anglais nommé Ealdred continue à exercer une certaine autorité dans la région de Bamburgh, en Bernicie. Le roi Constantin II règne sur l'Écosse, à l'exception du royaume de Strathclyde au sud-ouest. Enfin, le pays de Galles est divisé entre plusieurs petits royaumes, dont le Deheubarth au sud-ouest, le Gwent au sud-est, le Brycheiniog au nord du Gwent, et le Gwynedd au nord.

## Sources primaires
La Chronique anglo-saxonne, qui s'étend beaucoup sur les règnes d'Alfred le Grand et d'Édouard l'Ancien, est relativement silencieuse en ce qui concerne le règne d'Æthelstan et se contente de retracer ses principales victoires. La chronique de Guillaume de Malmesbury, rédigée au début du XIIe siècle, offre davantage d'informations, dont beaucoup lui sont uniques, mais leur véracité est débattue par les historiens modernes. David Dumville n'hésite pas à rejeter en bloc le récit de Guillaume, qu'il qualifie de « témoin mensonger » et dont il regrette la popularité. Michael Wood (en) suggère que Guillaume s'est inspiré d'une Vita Æthelstani aujourd'hui perdue pour rédiger sa chronique, une hypothèse reprise par Sarah Foot, qui souligne néanmoins qu'il est impossible de dire à quel point Guillaume a pu « améliorer » l'original. D'autres sources narratives issues de toute l'Europe fournissent quelques renseignements indirects, à l'image des Annales de Flodoard ou de la Chronique de Nantes.
David Dumville souligne que le manque de sources souvent invoqué comme cause de l'obscurité dans laquelle gît Æthelstan est davantage une impression qu'une réalité. Chartes, textes de loi et monnaies permettent d'étudier la gestion du royaume sous son règne. Les chartes font apparaître l'entourage du roi et mentionnent dates et lieux qui permettent de retracer les pérégrinations de sa cour. C'est particulièrement le cas entre 928 et 935, époque à laquelle tous les diplômes sont l'œuvre du scribe « Æthelstan A », qu'il faut peut-être identifier à l'évêque de Lichfield Ælfwine. Cette profusion d'informations offre un contraste singulier avec l'absence complète de chartes pour la période 910-924, un manque que les historiens peinent à expliquer et qui rend difficile toute étude de la passation de pouvoir entre Édouard et Æthelstan. Les historiens se tournent également de plus en plus vers des sources moins conventionnelles, à l'image des poèmes écrits en son honneur ou des manuscrits liés à son nom.

## Biographie

### Jeunesse

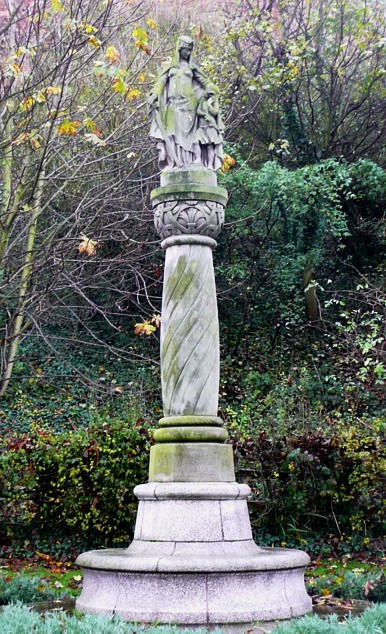
Statue d'Æthelflæd avec son jeune neveu Æthelstan à Tamworth.

D'après Guillaume de Malmesbury, Æthelstan monte sur le trône à l'âge de trente ans, ce qui le ferait naître vers 894. Il est le fils aîné d'Édouard l'Ancien, et le seul issu de sa relation avec Ecgwynn, une femme très mal connue dont le nom ne figure que dans des sources postérieures à la conquête normande. Ces mêmes sources ne s'accordent pas sur son rang : elle est de noble naissance pour certaines, mais la chanoinesse allemande du Xe siècle Hrotsvita de Gandersheim la décrit comme de basse extraction et indigne d'être reine. Son statut reste débattu. Simon Keynes et Richard Abels estiment qu'Ecgwynn n'était que la concubine d'Édouard, ce qui expliquerait pourquoi l'arrivée au pouvoir d'Æthelstan suscite des contestations dans le Wessex,. En revanche, Barbara Yorke et Sarah Foot considèrent que c'est la querelle de succession qui a donné naissance aux accusations d'illégitimité, et non le contraire : d'après elles, Ecgwynn est bien l'épouse légitime d'Édouard,.
Guillaume de Malmesbury décrit une cérémonie durant laquelle Alfred le Grand offre à son petit-fils un manteau écarlate, une ceinture sertie de joyaux et une épée au fourreau doré. Pour Michael Lapidge et Michael Wood, cette cérémonie représente la désignation d'Æthelstan comme héritier possible du trône, d'autant qu'elle prend place à une période où les droits sur le trône d'Æthelwold, le neveu d'Alfred, menacent sa propre lignée,. Janet Nelson rappelle que les années 890 sont marquées par des tensions entre Alfred et Édouard et propose l'hypothèse qu'Alfred ait pu vouloir diviser le royaume entre son fils et son petit-fils.
Il existe un poème acrostiche en l'honneur d'un prince « Adalstan », qui lui prédit un grand avenir. Lapidge y voit une référence au jeune Æthelstan, avec un calembour sur « pierre noble », le sens de son nom en vieil anglais. Lapidge et Wood l'attribuent à Jean le Vieux-Saxon, l'un des principaux érudits de la cour d'Alfred, qui l'aurait écrit à l'occasion de la cérémonie des cadeaux,. Wood va plus loin en présentant le poème comme une preuve de la véracité du récit de Guillaume de Malmesbury et en suggérant qu'Æthelstan ait pu recevoir une éducation approfondie sous l'autorité de Jean le Vieux-Saxon,,. Sarah Foot préfère cependant dater le poème des premières années du règne d'Æthelstan.
Édouard se marie avec Ælfflæd vers 899, année de la mort de son père. Ce mariage est sans doute dû à la mort d'Ecgwynn, à moins qu'elle n'ait été répudiée. Il affaiblit la position d'Æthelstan, car sa belle-mère agit évidemment dans l'intérêt des fils qu'elle donne à Édouard, Ælfweard et Edwin. Le roi contracte un troisième mariage avant 920 avec Eadgifu, probablement après avoir répudié Ælfflæd,. Eadgifu donne à son tour deux fils à Édouard, Edmond et Eadred. De ses trois mariages, Édouard a également plusieurs filles, dont le nombre s'élève peut-être jusqu'à neuf.
L'éducation d'Æthelstan se termine probablement à la cour de Mercie, auprès de sa tante Æthelflæd et de son oncle Æthelred. Il participe vraisemblablement aux campagnes militaires contre le Danelaw dans les années 910. D'après une charte qui n'est connue que par une copie du début du XIVe siècle, Æthelstan aurait accordé en 925 des privilèges au prieuré Saint-Oswald de Gloucester, où reposent Æthelred et Æthelflæd, « en vertu d'un pacte de piété paternelle solennellement conclu avec Æthelred, ealdorman du peuple des Merciens ». Il est possible qu'il ait représenté les intérêts de son père en Mercie après la mort d'Æthelflæd et l'annexion de ce royaume au Wessex.

### Une succession disputée

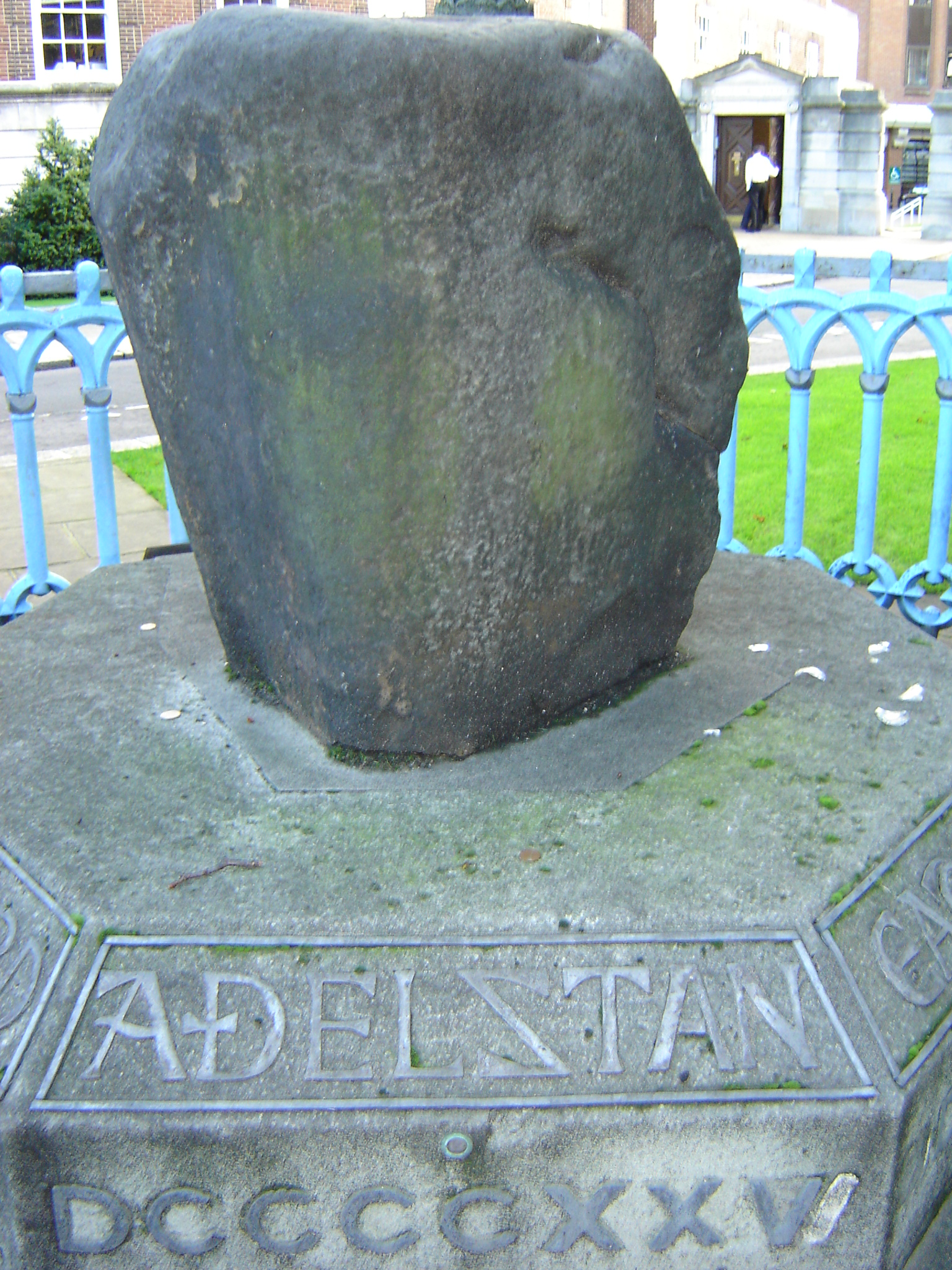
La pierre du couronnement à Kingston upon Thames.

Édouard l'Ancien meurt à Farndon, dans le nord de la Mercie, le 17 juillet 924. Sa mort marque le début d'une série d'événements qu'il est difficile de retracer. Il est possible que le roi défunt ait voulu que lui succède Ælfweard, l'aîné des fils de sa deuxième femme Ælfflæd, voire de procéder à un partage du royaume entre le Wessex (pour Ælfweard) et la Mercie (pour Æthelstan). Dans cette hypothèse, la déposition d'Ælfwynn en 918 aurait servi à préparer l'avènement d'Æthelstan à la tête de la Mercie,. Au moment de la mort d'Édouard, Ælfweard se trouve au Wessex, tandis qu'Æthelstan se trouve apparemment auprès de son père. Il est aussitôt reconnu roi par les Merciens, mais il est possible que les barons du Wessex aient préféré élire son demi-frère. Quoi qu'il en soit, Ælfweard meurt le 2 août, n'ayant survécu à leur père que seize jours,.
La mort d'Ælfweard ne semble pas avoir éteint l'opposition à Æthelstan qui règne au Wessex et tout particulièrement à Winchester, où le prince défunt est inhumé. Æthelstan se comporte dans les premiers mois de son règne comme un roi purement mercien : une charte de 925 concernant des terres dans le Derbyshire a pour seuls témoins des évêques de Mercie,. David Dumville et Janet Nelson proposent d'interpréter son célibat comme une concession lui ayant permis d'être accepté comme roi,, mais Sarah Foot y voit plutôt un choix d'ordre religieux.
La cérémonie du couronnement d'Æthelstan se déroule le 4 septembre 925 à Kingston upon Thames, ville peut-être choisie en raison de sa situation à la frontière entre la Mercie et le Wessex. Le roi est sacré par Athelm, l'archevêque de Cantorbéry, qui rédige ou applique probablement à cette occasion un nouvel ordo. Inspiré de la liturgie franque, cet ordo voit le roi porter une couronne pour la première fois au lieu d'un casque. Il inspire à son tour par la suite l'ordo de la France médiévale.
Le sacre d'Æthelstan ne met pas un terme à la résistance au nouveau souverain. Guillaume de Malmesbury parle d'un noble nommé Alfred qui cherche à punir le roi de sa bâtardise supposée en lui crevant les yeux. Ce handicap aurait suffi pour rendre Æthelstan incapable d'exercer le pouvoir, et Alfred n'aurait pas encouru l'opprobre réservée aux assassins. Ce personnage ne figure dans aucune autre source, et Guillaume ne précise pas s'il cherche à s'emparer lui-même du trône ou s'il compte l'offrir à Edwin, le frère cadet d'Ælfweard. Les relations entre Æthelstan et la ville de Winchester semblent être restées tendues pendant plusieurs années. Frithestan, l'évêque de Winchester, n'assiste pas au sacre du roi, et il n'apparaît sur ses chartes qu'en 928, dans une position inférieure à celle que son ancienneté devrait lui assurer,.
Edwin meurt en 933 lors d'un naufrage dans la mer du Nord. Son cousin, le comte Adalolphe de Boulogne, le fait inhumer en l'abbaye Saint-Bertin de Saint-Omer. Croyant à tort qu'il avait régné sur l'Angleterre, l'annaliste de l'abbaye, Folcuin, écrit qu'il a fui l'île « chassé par des troubles dans son royaume ». Le chroniqueur du XIIe siècle Siméon de Durham accuse Æthelstan d'avoir fait noyer son demi-frère, mais la plupart des historiens n'apportent aucun crédit à cette affirmation. Il est possible qu'Edwin ait quitté l'Angleterre à la suite d'une révolte manquée contre Æthelstan. Quoi qu'il en soit, sa mort contribue certainement à l'apaisement des tensions entre le roi et Winchester,.

### Roi des Anglais

Carte de l'Angleterre sous le règne d'Æthelstan.

En janvier 926, Æthelstan donne la main d'une de ses sœurs au roi d'York Sihtric. Les deux souverains s'engagent à respecter le territoire de l'autre et à ne pas soutenir leurs ennemis respectifs. Æthelstan envahit pourtant le royaume d'York dès l'année suivante, à la mort de Sihtric. Le roi de Dublin Gothfrith, un cousin de Sihtric, prend la tête d'une flotte d'invasion, mais Æthelstan s'empare d'York et reçoit la soumission des Danois de la région sans coup férir, sans que l'on sache s'il lui a fallu ou non affronter Gothfrith. Les Northumbriens, qui n'ont jusqu'alors jamais été gouvernés par un roi du Sud, réagissent mal, mais Æthelstan se trouve en position de force. Le 12 juillet 927, les rois Constantin d'Écosse, Hywel Dda de Deheubarth, Owain de Strathclyde et le seigneur de Bamburgh Ealdred viennent lui rendre hommage à Eamont, près de Penrith. S'ensuivent sept années de paix dans le Nord
Sous le règne d'Æthelstan, la situation au pays de Galles s'inscrit dans la continuité de ses prédécesseurs : le Gwent s'est reconnu vassal du Wessex dans les années 910, tandis que le Deheubarth et le Gwynedd se sont soumis à Æthelflæd, puis à Édouard l'Ancien après 918. Guillaume de Malmesbury raconte une rencontre à Hereford à laquelle Æthelstan convoque les rois gallois pour leur imposer un lourd tribut annuel et fixer la frontière entre l'Angleterre et le pays de Galles sur la Wye,. Les souverains du pays de Galles sont régulièrement présents à la cour d'Æthelstan de 928 à 935 et figurent au début de la liste de témoins sur les chartes de cette période, ne le cédant qu'aux rois d'Écosse et de Strathclyde, signe de leur importance. La paix entre Anglais et Gallois dure tout au long du règne d'Æthelstan, même si la férule anglo-saxonne n'est pas vue d'un bon œil par tous les Gallois : le poème prophétique Armes Prydein, rédigé vers cette époque, prédit un soulèvement breton victorieux contre l'oppresseur saxon.
D'après Guillaume de Malmesbury, la rencontre de Hereford est suivie d'une campagne militaire contre les Cornouailles : Æthelstan chasse les Cornouaillais de la ville d'Exeter, qu'il fortifie, et établit la frontière de son royaume sur la Tamar. Les historiens modernes considèrent ici Guillaume avec scepticisme dans la mesure où les Cornouailles se trouvent sous la domination du Wessex depuis le milieu du IXe siècle. Æthelstan fonde un nouveau siège épiscopal pour la région et nomme son premier évêque, Conan (en), mais la langue et la culture corniques perdurent,,.
Æthelstan devient ainsi le premier roi de tous les peuples anglo-saxons et de facto suzerain de toute la Grande-Bretagne,. Il inaugure ce que John Maddicott (en) appelle la « période impériale » de la royauté anglo-saxonne, de 925 à 975 environ, durant laquelle les souverains gallois et écossais assistent aux assemblées des rois anglais et témoignent sur leurs chartes. Æthelstan s'efforce de se concilier l'aristocratie northumbrienne à travers de nombreux dons aux monastères de Beverley, Chester-le-Street et York. Il reste néanmoins considéré comme un étranger, et les royaumes du Nord de l'île préfèrent encore s'allier aux rois païens de Dublin qu'au monarque chrétien de Winchester. Sa position dans le Nord reste donc instable,.

### L'invasion de l'Écosse en 934
Æthelstan envahit l'Écosse en 934 pour des raisons incertaines. Il est possible que la mort de son demi-frère Edwin l'année précédente lui ait laissé les mains libres dans le Sud. La mort du roi de Dublin Gothfrith en 934 a pu fragiliser la situation danoise et offrir à Æthelstan une opportunité d'imposer sa domination dans le Nord. Les Annales de Clonmacnoise proposent une autre hypothèse : elles mentionnent en 934 le décès d'un souverain qui pourrait être Ealdred de Bamburgh, dont les terres auraient alors été disputées entre Constantin et Æthelstan. Le chroniqueur du XIIe siècle Jean de Worcester affirme que Constantin avait rompu le traité passé avec Æthelstan,.
La campagne débute en mai 934. Æthelstan est accompagné de quatre rois gallois : Hywel Dda de Deheubarth, Idwal Foel de Gwynedd, Morgan ap Owain de Gwent et Tewdwr ap Griffri de Brycheiniog. Sa suite comprend également dix-huit évêques et treize comtes, dont six Danois. Il arrive à Chester-le-Street fin juin ou début juillet et offre des cadeaux somptueux au sanctuaire de saint Cuthbert. D'après Siméon de Durham, les armées d'Æthelstan s'enfoncent jusqu'à Dunnottar, dans le nord-est de l'Écosse, tandis que sa flotte ravage la région de Caithness, qui relève alors probablement du royaume viking des Orcades,.
Les chroniques ne mentionnent aucun affrontement et ne précisent pas l'issue de la campagne. On sait seulement qu'Æthelstan est de retour à Buckingham en septembre avec Constantin, qui témoigne sur une charte en tant que subregulus, autrement dit comme roi vassal d'Æthelstan. Il apparaît également sur une charte de 935 aux côtés de Hywel Dda, Idwal Foel, Morgan ap Owain et Owain de Strathclyde. Les rois gallois reviennent à la cour d'Æthelstan à Noël la même année, mais Constantin ne les accompagne plus,.

### La bataille de Brunanburh

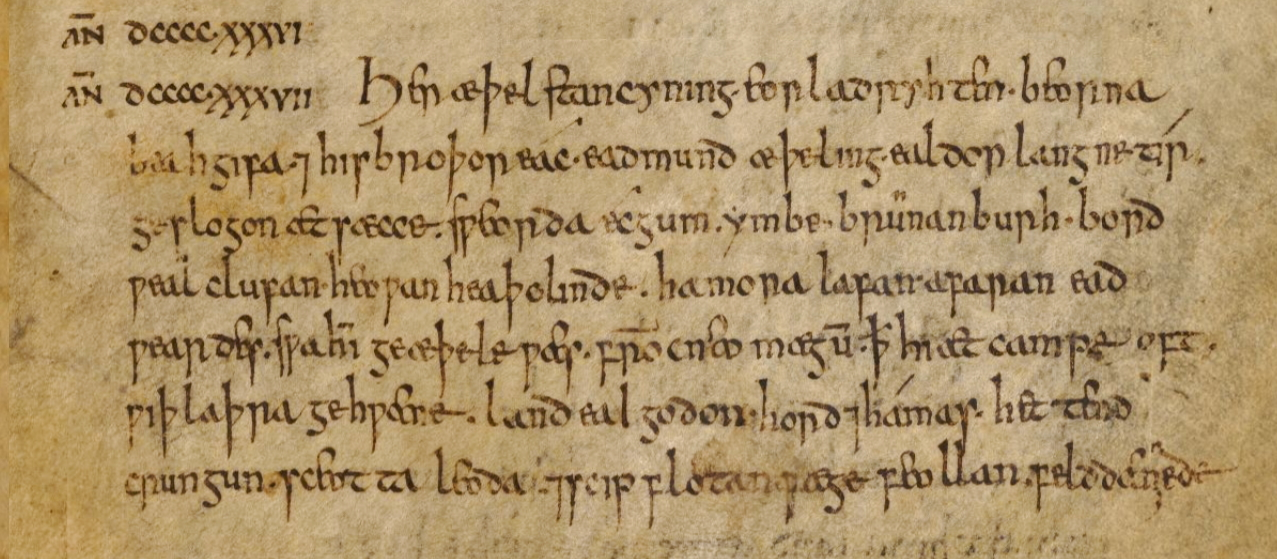
Le début du poème La Bataille de Brunanburh dans le manuscrit A de la Chronique anglo-saxonne. Le nom d'Æthelstan apparaît au début de la première ligne : æþelstan cyning.

Olaf Gothfrithson succède à son père Gothfrith comme roi de Dublin en 934. Il consacre les trois premières années de son règne à l'élimination de ses rivaux en Irlande, et ce n'est qu'à partir d'août 937 qu'il se tourne vers le royaume d'York. Trop faible pour s'opposer seul au Wessex, il noue une alliance avec Constantin d'Écosse et Owain de Strathclyde pour envahir l'Angleterre à l'automne. C'est une saison inhabituelle pour la guerre, qui se déroule d'ordinaire en été. Sous le coup de la surprise, Æthelstan semble avoir réagi lentement : un poème latin repris par Guillaume de Malmesbury l'accuse de paresse. Néanmoins, Michael Wood salue sa prudence : selon lui, Æthelstan ne s'est pas laissé entraîner au combat avant d'y être prêt, contrairement à Harold Godwinson en 1066. Ainsi, tandis que ses adversaires pillent le nord-ouest du royaume, il rassemble une armée au Wessex et en Mercie avant de marcher à leur rencontre. Les Gallois restent neutres dans ce conflit,,,.
Les deux armées se rencontrent à Brunanburh, une localité dont l'emplacement reste débattu. La bataille de Brunanburh se solde par une victoire écrasante d'Æthelstan, tandis que Constantin y perd un fils et qu'Olaf est contraint de fuir à Dublin avec le reste de ses troupes. Les troupes anglaises subissent également de lourdes pertes, parmi lesquelles les cousins d'Æthelstan, Æthelwine et Ælfwine, tous deux fils d'Æthelweard, le frère cadet d'Édouard l'Ancien. Une génération plus tard, le chroniqueur Æthelweard appelle Brunanburh « la grande bataille », et la Chronique anglo-saxonne lui consacre un poème épique dans lequel Æthelstan est décrit comme le souverain d'un véritable empire britannique.
L'importance de la bataille fait débat chez les historiens. Pour Alex Woolf, il s'agit d'une victoire à la Pyrrhus : la campagne semble avoir débouché sur une impasse et affaibli le royaume d'Æthelstan, permettant à Olaf de s'emparer sans coup férir de la Northumbrie après sa mort. Alfred P. Smyth considère qu'il s'agit de « la bataille la plus importante de l'histoire anglo-saxonne », mais d'après lui, elle n'a pas eu les conséquences majeures qu'on lui prête souvent. À l'opposé, Sarah Foot juge difficile de surestimer l'importance de la bataille : une défaite anglaise aurait signé l'arrêt de mort de l'hégémonie de la maison de Wessex sur la Grande-Bretagne. Michael Livingston y voit « l'acte de naissance de l'identité anglaise », et « l'une des batailles les plus importantes de l'histoire de l'Angleterre et de toutes les îles Britanniques ».

### Mort et succession

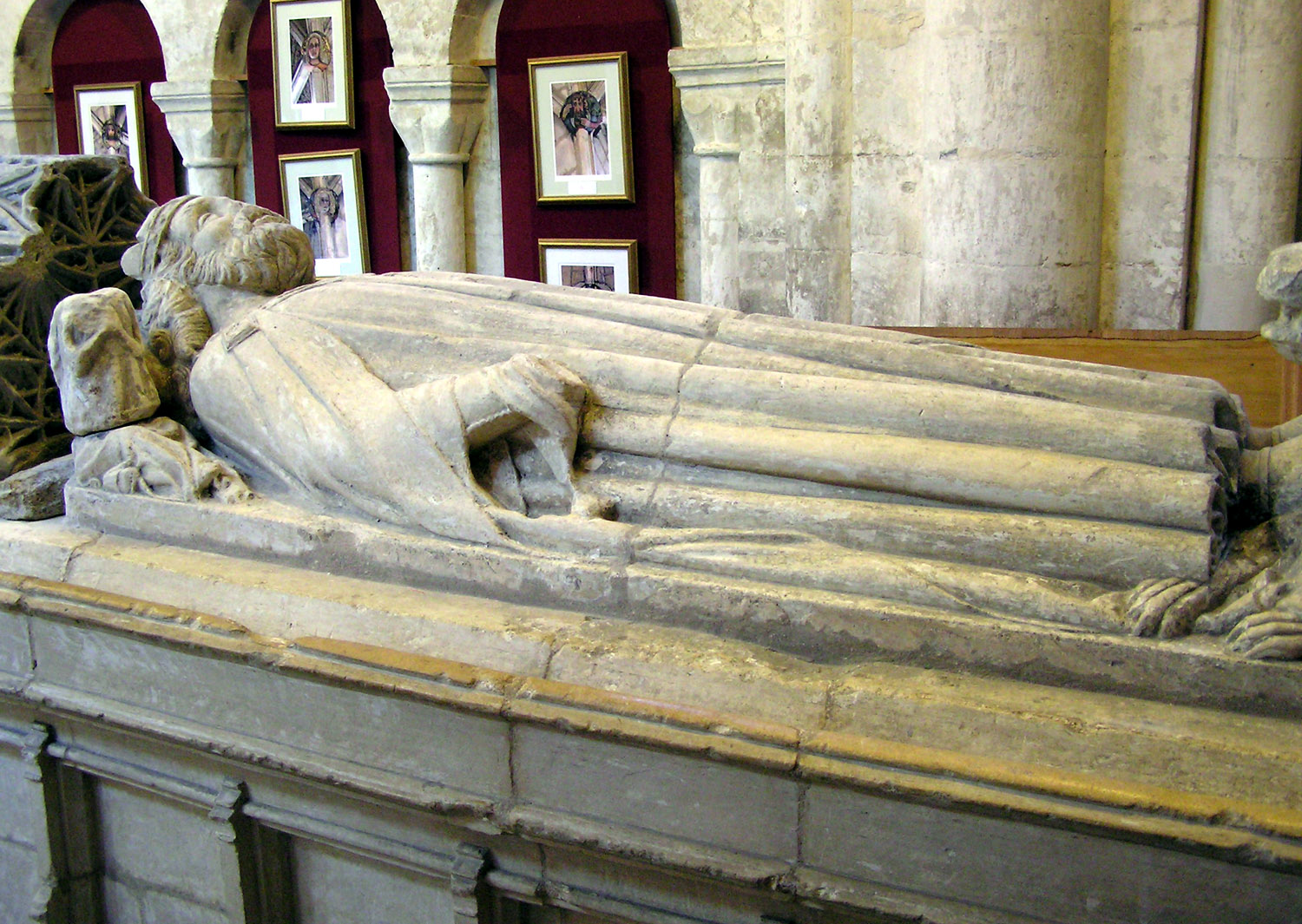
La tombe d'Æthelstan à l'abbaye de Malmesbury.

Æthelstan meurt le 27 octobre 939 à Gloucester. Contrairement à son grand-père et à son père, il choisit de ne pas se faire enterrer à Winchester. Suivant ses dernières volontés, il est inhumé en l'abbaye de Malmesbury, où il rejoint ses deux cousins tués à Brunanburh. Ce sont les seuls membres de la maison de Wessex enterrés à Malmesbury, ce qui reflète selon Guillaume de Malmesbury la dévotion toute particulière d'Æthelstan à l'égard de ce monastère et de son abbé Aldhelm de Sherborne. Ses restes disparaissent lors de la Réforme, et sa tombe à l'abbaye, façonnée au XVe siècle, est donc vide,.
Après la mort d'Æthelstan, les habitants d'York font appel au roi de Dublin Olaf Gothfrithson, le vaincu de Brunanburh, réduisant à néant l'hégémonie anglo-saxonne dans le Nord qui semblait si solide après cette bataille. Les successeurs d'Æthelstan, ses demi-frères Edmond (939-946) et Eadred (946-955), consacrent la majeure partie de leurs règnes à reconquérir la Northumbrie. Ce n'est qu'en 954 que l'Angleterre est réunifiée, lorsque le dernier roi viking d'York, Éric à la Hache de sang, est chassé par ses sujets qui reconnaissent Eadred comme roi.

## Aspects du règne

### Le gouvernement du royaume

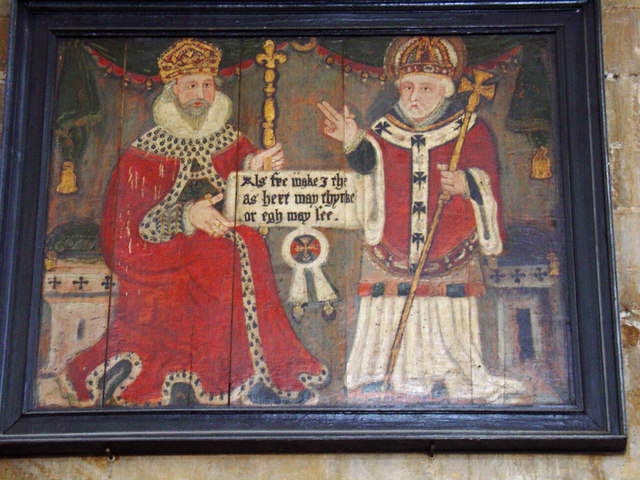
Un tableau du XVIe siècle représentant Æthelstan aux côtés de Jean de Beverley à Beverley Minster, Beverley.

Sur l'échelle du pouvoir, le niveau juste au-dessous de celui des rois anglo-saxons est occupé par les ealdormen. Au IXe siècle, le Wessex compte un ealdorman pour chacun de ses comtés, mais leur autorité s'étend progressivement sur des territoires de plus en plus vastes. Ce développement est probablement initié par Æthelstan, qui cherche ainsi à gouverner plus efficacement son vaste royaume,. L'un de ces ealdormen, qui porte également le nom d'Æthelstan, se trouve à la tête de l'Est-Anglie, une province du Danelaw qui est la plus vaste et la plus riche d'Angleterre. Après la mort du roi, il acquiert une telle puissante qu'on le surnomme « Demi-Roi ». Plusieurs des ealdormen du règne d'Æthelstan portent des noms scandinaves. Bien qu'il soit impossible d'identifier leurs domaines, il s'agit très certainement de chefs militaires danois combattus par Édouard l'Ancien, mais dont Æthelstan a fait ses représentants au niveau local. Au niveau inférieur, les reeves, des propriétaires terriens nobles, relaient l'autorité royale pour une ville ou un domaine. Les autorités laïques et ecclésiastiques travaillent ensemble étroitement ; évêques et abbés ont une place aux conseils du roi.
En s'appuyant sur les réformes de ses prédécesseurs, Æthelstan met au point le gouvernement le plus centralisé qu'ait connu l'Angleterre jusqu'alors. Cela se reflète dans ses chartes. Leur production est jusqu'alors assurée soit par des prêtres au service du roi, soit par des membres d'une maison religieuse, mais entre 928 et 935, elles sont toutes l'œuvre d'un scribe unique, surnommé « Æthelstan A » par les historiens. Ce monopole témoigne d'un contrôle inédit de la royauté sur la production de chartes, une activité cruciale pour le gouvernement du royaume. Les diplômes d'« Æthelstan A » se distinguent par l'attention qu'ils portent aux détails, comme le lieu et la date précise de leur adoption, ainsi que leurs très longues listes de témoins. Cependant, ces caractéristiques ne se retrouvent pas dans les chartes postérieures à 935 : elles sont donc vraisemblablement le fruit du travail du seul « Æthelstan A », et non liées à la naissance d'une véritable chancellerie.
Les rois anglo-saxons n'ont pas de capitale fixe : leur cour se déplace en permanence, et ils tiennent conseil (witan) dans diverses villes de leur royaume. Æthelstan passe néanmoins le plus clair de son temps à l'intérieur des anciennes frontières du Wessex. Il exerce son contrôle sur les régions périphériques du royaume en convoquant leurs seigneurs à ses conseils. Ces réunions, jusqu'alors réduites, deviennent du fait de l'agrandissement du royaume des événements plus importants auxquels assistent ealdormen, évêques, thegns, grands propriétaires terriens et souverains indépendants soumis à Æthelstan. Pour Frank Stenton, ces conseils sont de véritables « assemblées nationales », qui jouent un rôle important dans la réduction du sentiment provincial, obstacle à l'unification de l'Angleterre. John Maddicott va plus loin en considérant Æthelstan comme « le véritable fondateur (à son insu) du Parlement anglais ».

Les déplacements connus d'Æthelstan sont concentrés dans le Sud de l'Angleterre.

### Une activité législatrice intense
Les Anglo-Saxons sont les premiers à produire des documents administratifs en langue vernaculaire en Europe du Nord : le plus ancien code de lois connu en vieil anglais est celui d'Æthelberht, roi du Kent au début du VIIe siècle. Alfred le Grand produit son propre code de lois en vieil anglais à la fin du IXe siècle et attend de ses ealdormen qu'ils le connaissent. Ce code témoigne d'une forte influence carolingienne dans plusieurs aspects tels que le maintien de l'ordre, l'organisation en hundreds, le concept de trahison et les ordalies. Il reste en vigueur tout au long du Xe siècle et sert de fondation aux codes de lois produits sous le règne d'Æthelstan. Ces codes nécessitent l'approbation royale, mais ils sont davantage considérés comme un ensemble de recommandations que comme un canon législatif immuable : les lois peuvent être adaptées ou complétées au niveau local, et le droit oral coutumier conserve son importance tout au long de la période anglo-saxonne,.
Aucun autre roi anglais du Xe siècle n'a laissé autant de textes législatifs qu'Æthelstan. Les plus anciens semblent être un édit concernant la dîme et une ordonnance concernant l'aumône. Quatre codes de lois sont par la suite adoptés au début des années 930, lors de conseils royaux tenus à Grateley (Hampshire), Exeter (Devon), Faversham (Kent) et Thunderfield (Surrey). Il subsiste également des textes de droit locaux venant de Londres et du Kent. Un dernier texte date vraisemblablement du règne d'Æthelstan ; il concerne les « Dunsæte », à la frontière anglo-galloise,. L'historien du droit anglais Patrick Wormald estime que les codes d'Æthelstan ont probablement été rédigés par Wulfhelm, qui devient archevêque de Cantorbéry en 926. D'autres historiens considèrent qu'Æthelstan a joué un rôle plus important que Wulfhelm dans leur conception, tout en reconnaissant que l'importance accordée aux ordalies témoigne du rôle accru de l'Église dans la conception et l'application de la loi,,,. Cette importance de la religion se traduit également par une sacralisation accrue du droit.
Les premiers codes de lois d'Æthelstan s'intéressent aux affaires religieuses, et le roi indique avoir été conseillé par Wulfhelm et ses évêques. Ils soulignent l'importance du paiement de la dîme et le devoir d'aumône qui incombe aux reeves, en précisant les montants exacts qu'ils doivent donner aux pauvres et en leur demandant d'affranchir un esclave chaque année. Les codes ultérieurs s'intéressent davantage aux menaces qui pèsent sur la société, en particulier le vol, considéré comme le signe le plus grave de la fracture sociale. Le code de Grateley prescrit des peines lourdes pour ce crime, notamment la peine de mort pour tout individu âgé de plus de douze ans surpris en flagrant délit de vol d'une valeur supérieure à huit pence. Ces lois n'ont guère d'effet, comme Æthelstan doit le reconnaître dans le code d'Exeter. Son conseil adopte donc une autre stratégie en offrant l'amnistie aux voleurs qui paient une compensation à leurs victimes. Le problème des criminels protégés par leur famille doit être résolu en les exilant dans une autre partie du royaume. Cependant, le code de Thunderfield abandonne à nouveau la carotte pour le bâton en revenant aux prescriptions de Grateley, tout en augmentant l'âge minimal pour la peine de mort de douze à quinze ans. Æthelstan tente également de résoudre le problème du vol en introduisant le système des tithings, des groupes de dix hommes dans lesquels chacun est responsable des actions des autres. Cette solution s'inspire du modèle franc, mais la préoccupation constante d'Æthelstan pour le vol lui est bien spécifique et n'apparaît pas dans les codes de lois d'autres rois,.
Les opinions des historiens sur l'œuvre législatrice d'Æthelstan varient. Pour Patrick Wormald, son activité « fiévreuse » n'a guère été suivie d'effets et le résultat est « franchement désordonné ». En revanche, Simon Keynes considère que l'activité d'Æthelstan dans ce domaine constitue l'une des caractéristiques les plus impressionnantes de son règne. Il salue son désir de voir la loi respectée et souligne les difficultés qu'il a eues à se faire obéir d'un peuple agité,. David Pratt estime que les réformes qu'il a menées ne sont pas moins importantes que celles de son grand-père Alfred le Grand.

### Ses monnaies

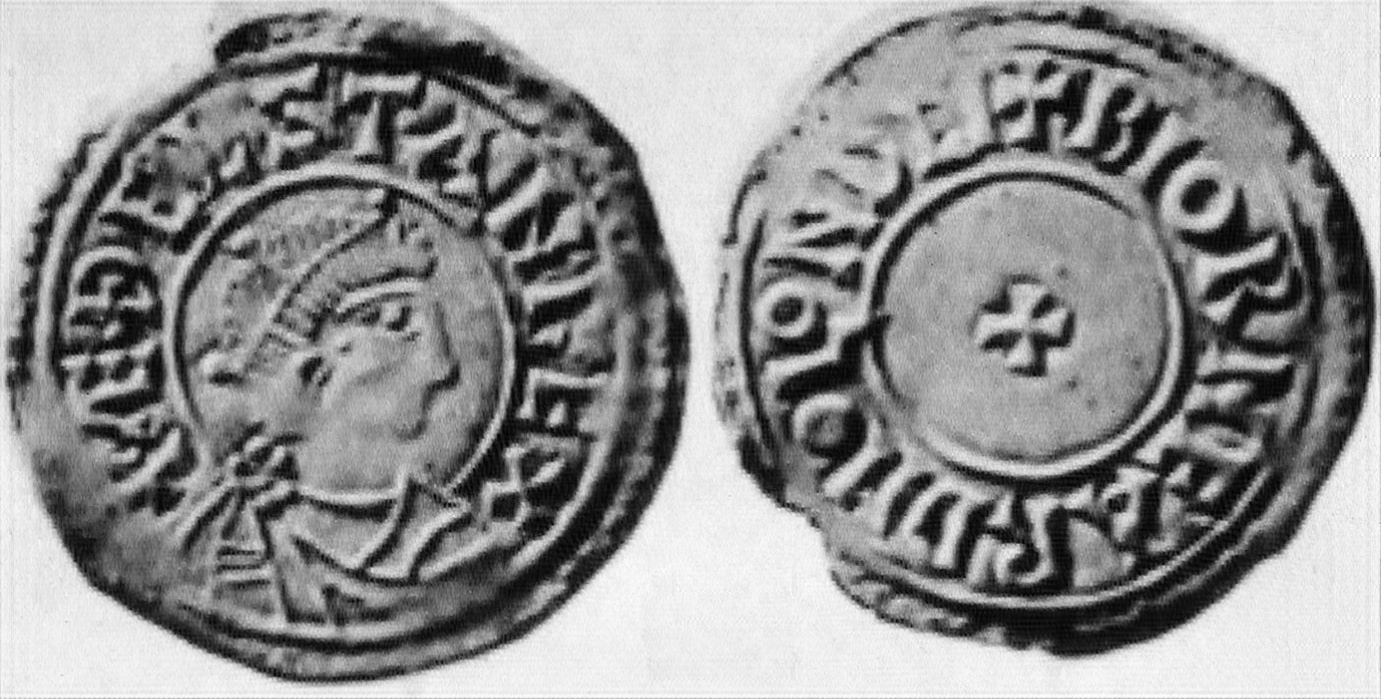
Une pièce d'Æthelstan frappée à Londres par Biorneard.

À l'époque d'Æthelstan, la frappe monétaire reste organisée au niveau régional même après l'unification de l'Angleterre. L'une des clauses du code de lois de Grately prévoit la création d'une monnaie unique à travers le royaume, mais ce n'est que sous le règne de son neveu Edgar, dans les années 970, que l'Angleterre connaît une réforme monétaire effective. Au début du règne d'Æthelstan, chaque région émet ses propres monnaies, et la liste de villes émettrices de monnaie qui figure dans le code de Grately n'inclut que des villes du Sud du royaume. Après la conquête d'York, Æthelstan émet de nouvelles monnaies afin de proclamer son nouveau statut : elles portent l'inscription rex totius Britanniae et sont frappées non seulement dans le Wessex, mais aussi à York et dans l'Ouest de la Mercie (où elles portent l'inscription rex Saxorum). En revanche, on n'en connaît pas d'exemple venant d'Est-Anglie ou du Danelaw.
Une nouvelle série apparaît au début des années 930. Le roi y est figuré pour la première fois avec une couronne à trois branches. Ces pièces sont progressivement émises dans toute l'Angleterre, sauf en Mercie, où les monnaies ne portent pas de portrait du souverain. D'après Sarah Foot, ce fait trahit la disparition rapide de l'affection qu'auraient pu porter les Merciens au roi qui avait grandi sur leurs terres.

### Relations avec l'Église

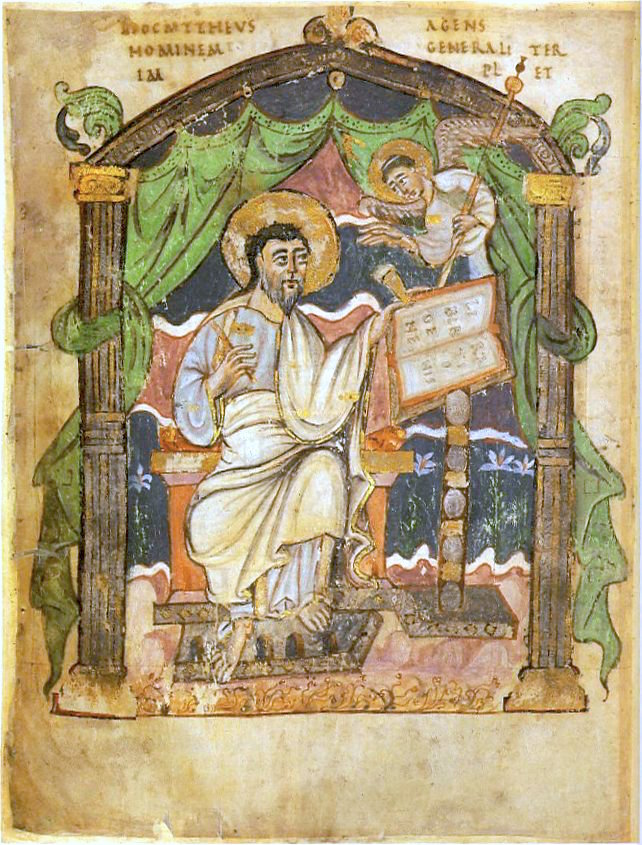
Miniature de Saint Matthieu dans l'évangéliaire carolingien offert par Æthelstan au prieuré de Christ Church. British Library, Cotton MS Tiberius A.ii, f.24r.

Sous le règne d'Æthelstan, les relations déjà étroites entre l'Église et la monarchie le deviennent encore davantage. Depuis l'annexion de la Mercie par Édouard l'Ancien, toute la province de Cantorbéry est comprise dans le royaume de Wessex, et les conquêtes d'Æthelstan placent pour la première fois les évêchés du Nord sous l'autorité d'un monarque du Sud.
Æthelstan nomme des proches à la tête des évêchés du Wessex, peut-être pour contrebalancer l'influence de l'évêque de Winchester Frithestan. Plusieurs prêtres de sa maisonnée deviennent ainsi évêques, comme Ælfheah à Wells. Les deux successeurs de Frithestan à Winchester, Beornstan, puis Ælfheah « le Chauve », sont également issus de la suite du roi. Deux figures majeures de la réforme bénédictine de la fin du Xe siècle, Dunstan et Æthelwold, font leurs débuts à la cour d'Æthelstan et sont ordonnés prêtres par Ælfheah de Winchester à la demande du roi,. Oda, archevêque de Cantorbéry de 941 à 958, est également un proche d'Æthelstan, qui le nomme évêque de Ramsbury. Il est possible qu'il ait été présent à Brunanburh.
Æthelstan est un grand collectionneur de reliques. Ce n'est pas rare à l'époque, mais il se distingue par l'étendue de sa collection et la qualité de ses pièces. Lorsque l'abbé de Saint-Samson, en Bretagne, lui offre des reliques, il écrit dans la lettre qui accompagne son cadeau : « nous savons que les reliques ont pour vous davantage de valeur que les trésors terrestres ». Æthelstan n'hésite pas à redistribuer ses reliques, ainsi que des manuscrits, à des églises et à des monastères. Il fait ainsi don des Évangiles de Mac Durnan, en provenance d'Irlande à la Christ Church de Cantorbéry. Sa réputation de générosité est telle que par la suite, des moines n'hésitent pas à affirmer que leurs institutions en ont bénéficié alors qu'il n'en est rien. Il est particulièrement attaché au culte de saint Cuthbert, dont les reliques se trouvent à Chester-le-Street, et parmi ses cadeaux à la communauté monastique de Chester, on compte une copie de la Vie de saint Cuthbert de Bède le Vénérable rédigé spécialement à cette fin,. Ce manuscrit, le seul des dons d'Æthelstan connu à avoir été entièrement composé en Angleterre, inclut un portrait du roi présentant le livre à Cuthbert. Il s'agit du premier portrait connu d'un roi anglais dans un manuscrit. La générosité d'Æthelstan n'est pas complètement désintéressée : elle lui permet d'accroître l'autorité royale et d'affirmer l'unité de son royaume.
Une réputation de bâtisseur d'églises est attachée à Æthelstan. John Blair considère que cette réputation est justifiée, même si de nombreux établissements religieux en sont venus par la suite à se réclamer du roi sans qu'il soit possible de dire s'il a effectivement été à l'origine de leur création. Des sources tardives, de fiabilité douteuse, lui attribuent la fondation d'églises à Milton Abbas, dans le Dorset, et à Muchelney, dans le Somerset. Malgré sa générosité à l'égard des monastères, Æthelstan n'en fonde aucun et ne s'efforce nullement de restaurer ceux qui ont été détruits par les Vikings dans le Nord et l'Est de l'Angleterre.
Æthelstan s'efforce également de tisser des liens avec les églises du continent. Le prêtre Koenwald est envoyé à la cour du duché de Saxe en 929, pour accompagner les princesses anglaises susceptibles d'épouser le futur empereur Othon. Une fois cette mission remplie, Koenwald entreprend un voyage à travers la Germanie. Les monastères où il passe reçoivent de luxueux cadeaux de la part d'Æthelstan, en échange de quoi les moines s'engagent à prier pour le roi et ses proches. Le mariage d'Othon avec une princesse anglaise resserre les liens entre les deux pays : des noms allemands commencent à apparaître dans la documentation anglaise après cette date, et Koenwald entretient une correspondance suivie avec les contacts qu'il s'est fait sur le continent. C'est par ces canaux que l'idée d'une réforme monacale fait son chemin de l'autre côté de la Manche.

### Le renouveau du savoir

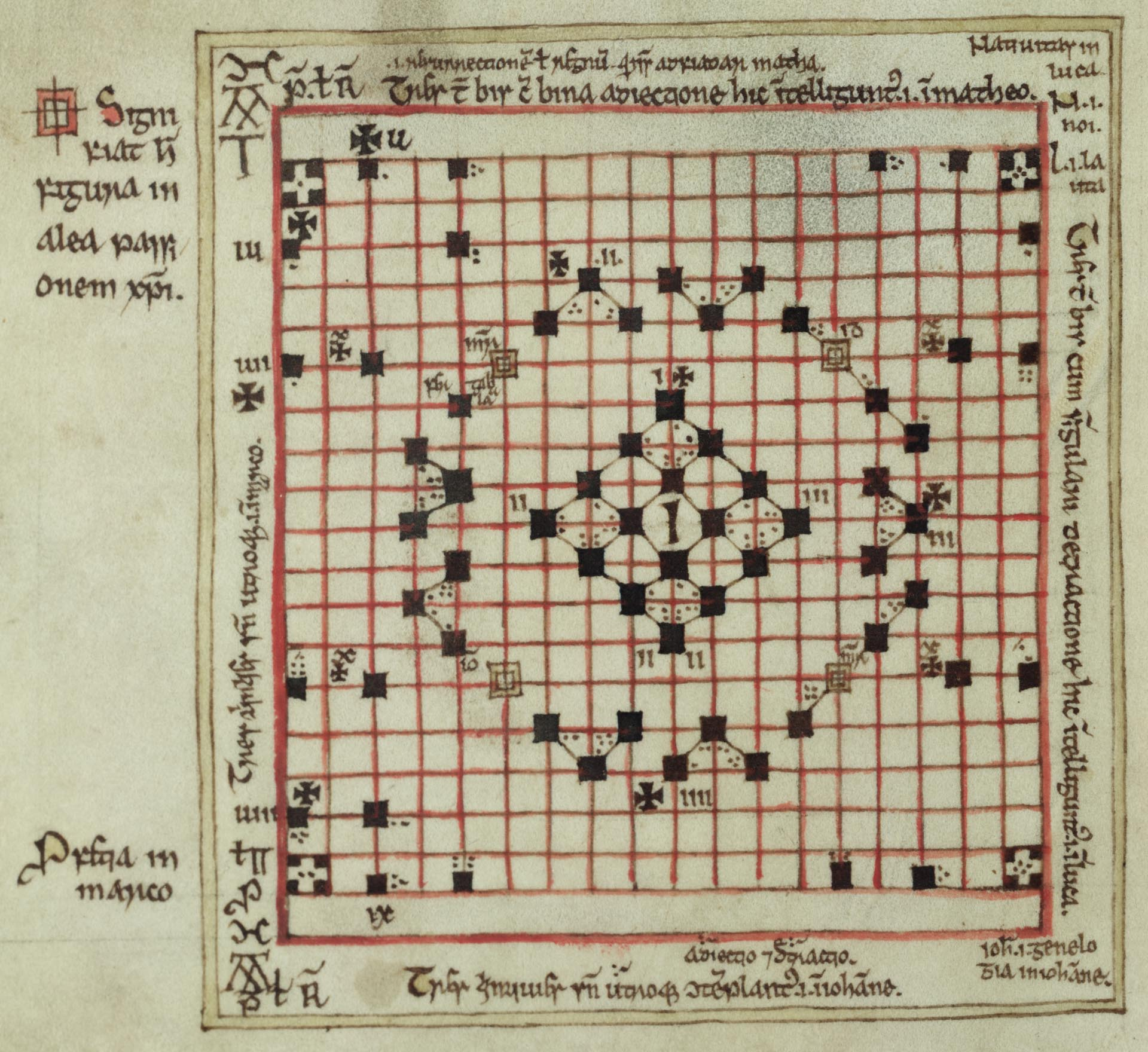
Alea evangelii, un jeu de plateau religieux inventé et joué à la cour d'Æthelstan. Évangiles irlandais, Corpus Christi College (Oxford), Ms.122, f.5r.

Æthelstan poursuit les efforts initiés par son grand-père en faveur d'un renouveau du savoir ecclésiastique, qui se trouvait dans un état diminué durant la seconde moitié du IXe siècle. Les efforts d'Æthelstan sont particulièrement visibles à travers la production et la circulation de livres sous son règne,. De son vivant, il est réputé pour sa piété et son œuvre en faveur du savoir religieux. Son intérêt pour l'éducation et sa réputation de collectionneur de livres et autres reliques attirent des érudits d'origines diverses à sa cour, notamment des Bretons et des Irlandais. Ce cercle d'érudits pose les bases du mouvement de réforme monastique qui voit le jour en Angleterre à la fin du Xe siècle. Æthelstan apporte un soutien important au clergé breton qui a fui la conquête du duché par les Vikings en 919. Il conclut notamment un accord avec les responsables de la cathédrale de Dol, alors exilés dans le centre de la France, qui lui envoient les reliques de saints bretons, apparemment parce qu'ils espèrent son patronage. Ces contacts donnent lieu à un pic d'intérêt pour le culte de saints bretons en Angleterre. L'un des principaux érudits à la cour d'Æthelstan, Israël le Grammairien, est peut-être lui-même Breton,,.

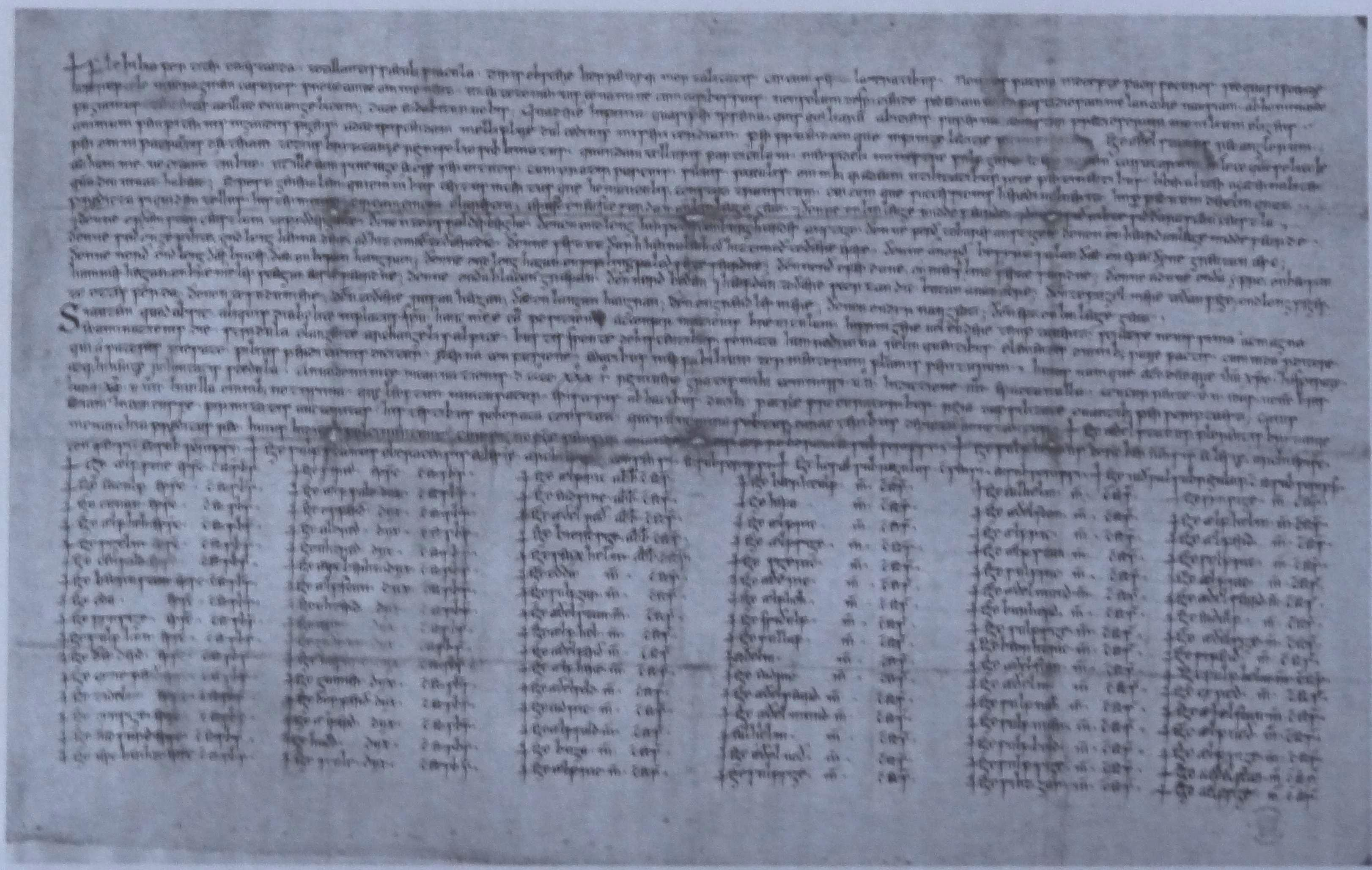
La charte S 416, composée en 931 par « Æthelstan A ».

Il ne subsiste guère de sources narratives en prose rédigées sous le règne d'Æthelstan. En revanche, la poésie est abondamment attestée. À l'image du poème sur la bataille de Brunanburh, il s'agit souvent de louanges en termes grandioses, d'inspiration norroise, adressées au roi. Sarah Foot propose même que Beowulf ait pu être composé à la cour d'Æthelstan. Néanmoins, le principal développement littéraire de son règne est le renouveau du style « hermétique » des écrivains latins tardifs, inspiré par Aldhelm de Sherborne (mort en 709) et le monachisme franc du début du Xe siècle. Ce style se caractérise par des phrases longues et complexes, avec un penchant marqué pour l'usage de termes rares, voire de néologismes,. Il est employé par les érudits étrangers, tels qu'Isräel le Grammairien, ainsi que dans les chartes d'« Æthelstan A ». Les chartes ultérieures reviennent à un style moins élaboré, mais l'herméneutique fait son retour sous les règnes d'Eadwig et Edgar. Son influence est significative sur les tenants de la réforme ecclésiastique de la fin du Xe siècle éduqués à la cour d'Æthelstan. Parfois considéré comme difficile par les lecteurs modernes, le style herméneutique joue néanmoins un rôle important dans la culture de la fin de l'époque anglo-saxonne, et Michael Lapidge estime qu'il mérite davantage de sympathie qu'il n'en a reçu de la part des historiens. Pour David Woodman, les chartes d'« Æthelstan A » constituent le sommet de la tradition diplomatique anglo-saxonne en termes de style.

### Une monarchie britannique?

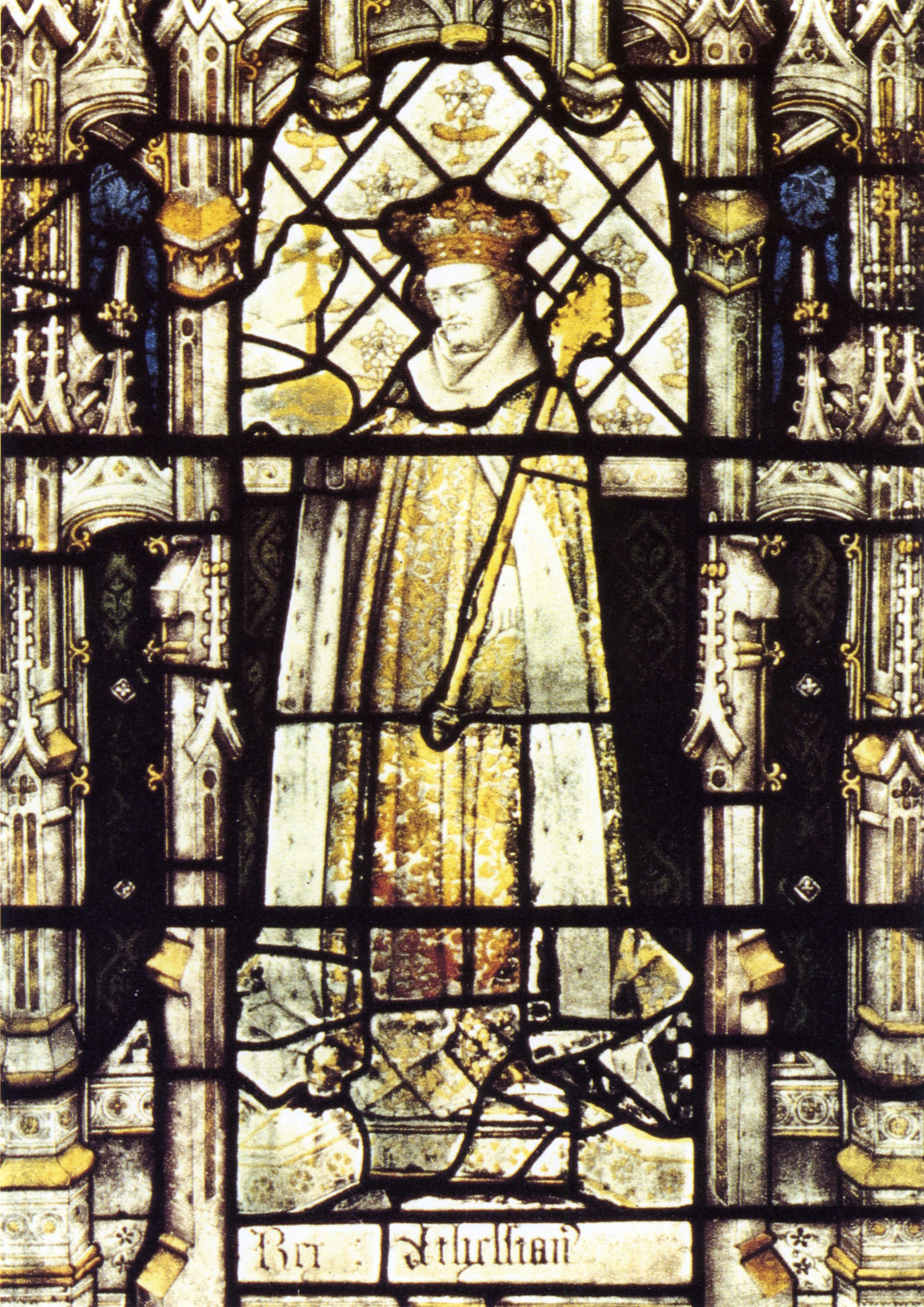
Æthelstan sur un vitrail du XVe siècle dans la chapelle du All Souls College de l'université d'Oxford.

Les titres extravagants que se donne Æthelstan ont attiré l'attention des historiens. Ses monnaies et ses chartes l'appellent rex totius Britanniae, soit « roi de toute la Bretagne ». Dans un évangile dont il fait don à Christ Church, il se nomme « roi des Anglais et souverain de toute la Bretagne ». À partir de 931, il est dans ses chartes « roi des Anglais, élevé par la main droite du Tout-Puissant au trône du royaume entier de Bretagne », et la dédicace d'un manuscrit lui donne même du « basileus et curagulus », titres des empereurs byzantins,. Pour plusieurs historiens, comme Alex Woolf et Simon Keynes, le roi prend ses désirs pour des réalités,, mais George Molyneaux considère que ces titres sont à replacer en contexte. À l'époque d'Æthelstan, le titre de « roi » n'implique pas une domination aussi forte qu'à partir du XIe siècle, et les titres dont ils se parent reflètent une hégémonie réelle, quoique faible.
À l'étranger, Æthelstan est également décrit en des termes panégyriques. Pour le Franc Flodoard, il est « le roi d'outremer » ; pour les Annales d'Ulster, « le pilier de la dignité du monde occidental, ». Certains historiens contemporains ne sont pas moins dithyrambiques : Michael Wood le considère comme « le souverain le plus puissant qu'ait connu la Grande-Bretagne depuis les Romains », tandis que Veronica Ortenberg le juge comme « le plus puissant souverain d'Europe », considéré par ses contemporains comme « un nouveau Charlemagne » à une époque où les Carolingiens sont plongés dans des luttes intestines.

### Une diplomatie européenne active
La cour du Wessex entretient des relations avec les Carolingiens au moins depuis le mariage d'Æthelwulf, l'arrière-grand-père d'Æthelstan, avec Judith, la fille de Charles le Chauve, en 856. L'une des demi-sœurs d'Æthelstan, Eadgifu, s'est mariée avec le roi de Francie occidentale Charles le Simple vers la fin des années 910. Après la déposition de Charles, en 922, Eadgifu envoie leur fils Louis en sécurité de l'autre côté de la Manche. Les liens franco-saxons sont donc solidement établis à l'époque d'Æthelstan. C'est probablement pour dresser un parallèle entre son pouvoir et celui des Carolingiens qu'il se fait oindre lors de son sacre,. Suivant le modèle carolingien, il apparaît coiffé d'une couronne sur la série monétaire émise entre 933 et 938, pour la première fois en Angleterre.
Comme son père, Æthelstan ne souhaite pas voir les femmes de sa famille épouser ses propres sujets. Ses sœurs embrassent donc une carrière monastique ou sont envoyées se marier avec des nobles à l'étranger. L'intense activité diplomatique d'Æthelstan est également liée à la menace des Vikings, qui pèse sur l'ensemble des royaumes d'Europe de l'Ouest. Du point de vue de ces derniers, la puissance et la réputation de la maison de Wessex sont suffisamment importantes pour qu'épouser une de ses princesses soit considéré comme une union prestigieuse,. Un exemple permet d'illustrer le prestige du Wessex à cette époque : en 926, le duc des Francs Hugues le Grand envoie une ambassade à la cour d'Æthelstan pour demander la main d'une de ses sœurs. Cette ambassade, menée par le comte de Boulogne Adalolphe (un cousin du roi anglais), offre à Æthelstan de nombreux cadeaux: épices, bijoux, chevaux, mais aussi une couronne d'or massif, l'épée de l'empereur romain Constantin le Grand, la lance de Charlemagne et un fragment de la Sainte Couronne. L'ambassade est une réussite : Hugues obtient la main d'Eadhild, une des demi-sœurs d'Æthelstan,.
C'est avec les Ludolphides de Francie orientale qu'Æthelstan conclut son alliance la plus importante. La dynastie vient alors d'arriver au pouvoir après l'extinction de la branche carolingienne issue de Louis le Germanique, et Henri l'Oiseleur est alors considéré par beaucoup comme un parvenu. Il doit conclure une union prestigieuse pour son fils afin d'établir sa légitimité, mais aucune princesse carolingienne n'est disponible. La maison de Wessex constitue une alternative acceptable, d'autant plus qu'elle affirme (à tort) descendre d'Oswald de Northumbrie, un saint dont le culte est particulièrement répandu en Germanie. En 929 ou 930, Henri envoie une ambassade à Æthelstan pour lui demander la main d'une de ses sœurs pour son fils Othon. Le roi lui en envoie deux, et Othon choisit Eadgyth. L'autre, dont le nom est incertain, se marie avec un prince non identifié de la région des Alpes,,.
Æthelstan joue le rôle de père adoptif pour plusieurs princes dépossédés. En 936, il envoie une flotte aider son protégé Alain Barbetorte à reconquérir son duché de Bretagne conquis par les Vikings. La même année, il apporte son soutien à son neveu Louis pour le trône de Francie occidentale, et en 939, il envoie une autre flotte à son secours contre des barons révoltés. Des sources scandinaves plus tardives affirment qu'il aurait également aidé Håkon le Bon, fils du roi Harald à la Belle chevelure, à s'emparer du trône de Norvège, en lui fournissant un soutien militaire à son retour en 948. Il l'avait précédemment accueilli selon la pratique du fosterage à sa cour pour parfaire son éducation, échappant au fratricide d'Éric à la Hache sanglante et soulignant les relations de longue durée entre ces deux familles. Il est surnommé « Æthelstan le Bon » dans ce pays,.
Toutes ces raisons font de la cour d'Æthelstan l'une des plus cosmopolites de l'Angleterre anglo-saxonne. Les relations étroites tissées avec le continent connaissent leur terme peu après sa mort, mais pour les familles nobles d'Europe, compter un ancêtre anglais dans sa généalogie reste longtemps une source de prestige. Pour l'historien Frank Stenton, « aucun roi anglais n'a joué un rôle aussi majeur et constant dans les affaires européennes entre Offa et Knut ».

## Postérité et historiographie

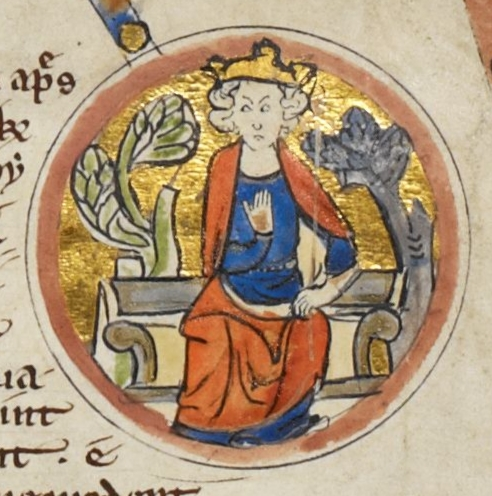
Æthelstan dans un manuscrit généalogique de la fin du XIIIe siècle (MS Royal MS 14 B, conservé à la British Library).

Longtemps éclipsé par son grand-père Alfred le Grand, Æthelstan est aujourd'hui considéré par les historiens comme l'un des plus grands représentants de la maison de Wessex. Frank Stenton et Simon Keynes le considèrent tous deux comme digne de comparaison avec Alfred,. Pour David Dumville, il est « le père de l'Angleterre médiévale et moderne », tandis que Michael Wood le classe avec Offa et Alfred parmi les plus grands souverains de l'époque anglo-saxonne. Il considère également Æthelstan comme « l'un des intellectuels laïcs les plus importants de l'histoire anglo-saxonne ».
Les historiens modernes considèrent souvent Æthelstan comme le premier roi d'Angleterre. Même si York n'a été définitivement conquise que par son neveu Eadred, ce sont les campagnes d'Æthelstan qui ont rendu l'unification de l'Angleterre possible. Pour Simon Keynes, la manière dont son neveu Edgar assume le titre de « roi des Anglais » et s'efforce de dominer tous les peuples de Grande-Bretagne est une réitération de la politique d'Æthelstan. Néanmoins, pour d'autres historiens, l'œuvre d'Æthelstan est éphémère : Charles Insley considère que son hégémonie n'a pas d'équivalent avant le règne d'Édouard Ier, trois siècles et demi plus tard. D'après George Molyneaux, faire d'Æthelstan le premier roi d'Angleterre conduit à une association erronée entre ce roi et le territoire anglais, alors que de son vivant, c'est l'intégralité de la Grande-Bretagne qui est considérée comme son domaine.
Le règne d'Æthelstan voit la naissance d'un État centralisé tel que l'Angleterre n'en avait encore jamais connu, dans lequel le roi et son conseil œuvrent pour assurer le respect de l'autorité et des lois royales. C'est sur ces fondations que les frères et les neveux d'Æthelstan bâtissent, tout au long du Xe siècle, l'un des systèmes de gouvernement les plus prospères et les plus développés d'Europe. Le renforcement du renouveau ecclésiastique au niveau local pose également les bases du mouvement réformateur qui marque la seconde moitié du siècle.

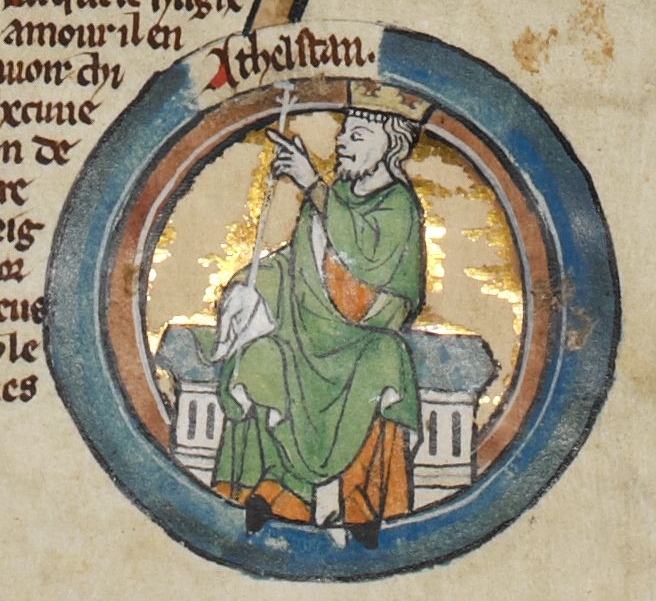
Æthelstan dans un manuscrit généalogique du début du XIVe siècle (MS Royal MS 14 B, conservé à la British Library).

La réputation d'Æthelstan est à son zénith à sa mort, non seulement en tant que chef militaire et monarque compétent, mais aussi pour sa dévotion. Le chroniqueur Æthelweard n'a que des louanges à lui adresser, et son lointain successeur Æthelred le Malavisé appelle son fils aîné Æthelstan. Il tombe ensuite dans l'oubli jusqu'au XIIe siècle, lorsque Guillaume de Malmesbury s'intéresse au seul roi ayant choisi d'être enterré dans son monastère. La chronique de Guillaume entretient le souvenir d'Æthelstan et donne lieu à des louanges chez d'autres chroniqueurs ultérieurs. Au début du XVIe siècle, William Tyndale se justifie d'avoir traduit la Bible en anglais en rappelant que le roi Æthelstan avait fait traduire les textes sacrés en anglo-saxon.
C'est à partir du XVIe siècle qu'Æthelstan, éclipsé par Alfred, disparaît de la conscience populaire. Dans son History of the Anglo-Saxons, publié entre 1799 et 1805, Sharon Turner est l'un des premiers à mettre en évidence le rôle crucial de la bataille de Brunanburh dans l'histoire anglaise, mais son traitement du règne d'Æthelstan est beaucoup plus sommaire que celui d'Alfred. Charles Dickens ne lui consacre qu'un paragraphe dans sa Child's History of England, et bien que la période anglo-saxonne soit un sujet populaire chez les peintres du XIXe siècle, il n'existe pas une seule toile représentant Æthelstan dans les collections de la Royal Academy pour la période 1769-1904. D'après Ann Williams, cet oubli est dû à la pauvreté des sources le concernant : contrairement à son grand-père, Æthelstan n'a pas eu de biographe attitré, et la Chronique anglo-saxonne est très laconique pour son règne. Michael Wood le considère comme « le grand oublié » des monarques anglais.

## Arbre généalogique
- Æthelwulf, roi (839-858)
  -  Æthelbald, roi (858-860)
  -  Æthelberht, roi (860-865)
  -  Æthelred, roi (865-871)
    - Æthelhelm
    - Æthelwold

  -  Alfred le Grand, roi (871-899)
    - Æthelflæd ou Ethelfleda ép. Æthelred de Mercie
      - Ælfwynn

    - Ælfthryth ép. Baudouin II de Flandre
      - Æthelwulf ou Adalolphe de Boulogne

    -  Édouard l'Ancien, roi (899-924)
ép. 1) Ecgwynn 2) Ælfflæd 3) Eadgifu
      - 1)  Æthelstan, roi (924-939)
      - 1) Eadgyth? ép. Sihtric Cáech
      - 2)  Ælfweard, roi (924)
      - 2) Edwin
      - 2) Eadgifu ou Edwige ép. Charles III le Simple
      - 2) Eadhild ép. Hugues le Grand
      - 2) Eadgyth ou Édith ép. Otton le Grand
      - 2) Ælfgifu ép. un « prince des Alpes »
      - 2) Æthelhild, religieuse
      - 2) Eadflæd, religieuse
      - 3)  Edmond, roi (939-946)
      - 3)  Eadred, roi (946-955)
      - 3) Eadburh, religieuse
      - 3) Eadgifu, ép. « Louis, prince d'Aquitaine »